# L'Anniversaire (Pinter)
Pour les articles homonymes, voir L'Anniversaire.
L'Anniversaire (The Birthday Party) est une pièce de théâtre du dramaturge et Prix Nobel de littérature anglais Harold Pinter. 
La pièce écrite par Pinter durant l'été 1957 a été créée le 28 avril 1958 à l'Arts Theatre de Cambridge, puis reprise à Londres et Bolton en 1959.
Dans le décor d’une pension délabrée en bord de mer, une petite fête d’anniversaire tourne au cauchemar lorsque deux étrangers sinistres arrivent de manière imprévue. La pièce est caractéristique de la manière de Pinter pour des éléments comme l’identité ambiguë, les confusions de temps et d’espace et les aspects symboliques politiques.

## Création en France,Théâtre Antoine,1967
- Mise en scène : Claude Régy
- Texte Français : Éric Kahane
- Décor : Agostino Pace
- Costumes : Yvon Henry

- Peter Boles : Claude Piéplu
- Meg Boles : Madeleine Barbulée
- Stanley Weber : Michel Bouquet
- Lulu : Annie Fargue
- Nat Goldberg : Jean-Pierre Marielle
- Seamus McCann : Bernard Fresson

## Théâtre Tristan Bernard,1987
- Mise en scène : Jean-Michel Ribes
- Texte français : Éric Kahane
- Décor : Jacques Voizot, Chantal Petiot
- Costumes : Cécile Balme
- Lumières : Gérald Karlikow

- Peter Boles : Jacques Boudet
- Meg Boles : Dominique Blanchar
- Stanley Webber : Roland Blanche
- Lulu : Agnès Jaoui
- Nat Goldberg : Jean-Pierre Bacri
- Seamus McCann : François Toumarkine

## Théâtre du Vieux-Colombier (Comédie-Française),2013
- Mise en scène : Claude Mouriéras
- Texte français : Éric Kahane
- Scénographie & Lumières : Yves Bernard
- Costumes : Coralie Sanvoisin

- Meg Boles : Cécile Brune
- Nat Goldberg : Éric Génovèse
- Peter Boles : Nicolas Lormeau
- Seamus McCann : Nâzim Boudjenah
- Stanley Webber : Jérémy Lopez
- Lulu : Marion Malenfant

## Cinéma
- L'Anniversaire de William Friedkin, 1968